# Liste des médaillés français aux championnats d'Europe de trampoline
- Cet article est partiellement ou en totalité issu de l'article intitulé « Gymnastique en France » (voir la liste des auteurs).

La liste complète des médaillés français aux championnats du monde de trampoline. Seules sont indiquées les éditions durant lesquelles les gymnastes français ont obtenu au moins une médaille.
Tableau mis à jour après les championnats d'Europe de Bakou en 2018.
| Lieux (Année)            | Épreuve                          | Épreuve                           | Épreuve                                                             | Épreuve                 | Épreuve                                          |
| Lieux (Année)            | Individuel                       | Synchronisé                       | Par équipe                                                          | Double-Mini             | Double-Mini par équipe                           |
| ------------------------ | -------------------------------- | --------------------------------- | ------------------------------------------------------------------- | ----------------------- | ------------------------------------------------ |
| Édimbourg (1973)         | Richard Tison                    | Richard Tison Gilles Lebris       | non inclus au programme                                             | non inclus au programme | non inclus au programme                          |
| Paris (1979)             |                                  | Lionel Pioline Daniel Péan        | non inclus au programme                                             | non inclus au programme | non inclus au programme                          |
| Brighton (1981)          |                                  |                                   | pas d'information sur la composition de l'équipe                    | non inclus au programme | non inclus au programme                          |
| Groningue (1985)         | Lionel Pioline                   | Lionel Pioline Hubert Barthod     | Lionel Pioline Hubert Barthod Daniel Péan Laurent Mainfray          |                         |                                                  |
| Poznan (1991)            |                                  | Fabrice Schwertz Hervé Guérard    |                                                                     |                         |                                                  |
| Sursee (1993)            | Fabrice Schwertz                 |                                   | Jean-Pierre Thorn Fabrice Hennique Fabrice Schwertz Denis Passemard |                         |                                                  |
| Antibes (1995)           | Fabrice Schwertz Emmanuel Durand |                                   | Jean-Pierre Thorn Fabrice Hennique Fabrice Schwertz Denis Passemard |                         |                                                  |
| Eindhoven (1997)         | David Martin                     | Emmanuel Durand David Martin      | pas d'information sur la composition de l'équipe                    |                         |                                                  |
| Dessau (1998)            | David Martin                     |                                   | pas d'information sur la composition de l'équipe                    |                         |                                                  |
| Eindhoven (2000)         | David Martin                     |                                   | Mickaël Jala Guillaume Bourgeon David Martin Emmanuel Durand        |                         | pas d'information sur la composition de l'équipe |
| Saint-Pétersbourg (2002) | David Martin                     |                                   |                                                                     |                         |                                                  |
| Metz (2006)              | David Martin                     | Mickaël Jala Sébastien Laifa      | pas d'information sur la composition de l'équipe                    |                         |                                                  |
| Odense (2008)            | Grégoire Pennes                  | Grégoire Pennes Sébastien Martiny | pas d'information sur la composition de l'équipe                    |                         |                                                  |
| Varna (2010)             | Grégoire Pennes                  | Grégoire Pennes Sébastien Martiny |                                                                     |                         |                                                  |
| Bakou (2018)             | Allan Morante                    | Pierre Gouzou Josuah Faroux       |                                                                     |                         |                                                  |